# Xiaoxin Yang
Xiaoxin Yang (Pekín, China, 8 de enero de 1988) es una deportista monegasca de origen chino que compite en tenis de mesa, en la modalidad individual.
En los Juegos Europeos de Cracovia 2023 consiguió una medalla de plata en la prueba individual. Fue la abanderada de Mónaco en la ceremonia de apertura de los Juegos Olímpicos de Tokio 2020.

## Palmarés internacional
| Juegos Europeos | Juegos Europeos    | Juegos Europeos  | Juegos Europeos |
| Año             | Lugar              | Medalla          | Prueba          |
| --------------- | ------------------ | ---------------- | --------------- |
| 2023            | Cracovia (Polonia) | Medalla de plata | Individual      |